# TurtleStrike
TurtleStrike je česká videohra z roku 2013. Jedná se o Free to play tahovou strategii určenou pro iOS a Android. Vytvořilo ji studio eeGon Games.

## Hratelnost
Hra kombinuje koncept stolních her jako Lodě s RPG hrami a tahovými strategiemi typu Worms. Hráči začínají s 10 želvami, přičemž s před začátkem bitvy oba hráči vyberou jednu ze 3 formací. Tvary formace lze změnit dokud se želvy dotýkkají. Každá formace se může pohybovat, střílet raketu či torpédo, nebo využít štít či speciální zbraně. Cílem je zničit želvy nepřítele. Každý tah si oba hráči naplánují své pohyby a ty se pak odehrají ve stejný čas. Hra obsahuje módy ladder play a tournament.